# Eudule reversa
Eudule reversa là một loài bướm đêm trong họ Geometridae.